# Склири
Склирите (на гръцки: Σκληροί,  множествено число .; мъжка форма: Склир на гръцки: Σκληρος; женска форма: Склирина на гръцки: Σκλήραινα) са една от най-старите и богати византийски благороднически фамилии.. Склирите са роднини на различни императорски династии. Изчезват от хронологиите през 14 век.

## Известни
- Лъв Склир (* 775, † 811/814), 811 стратег на тема Пелопонес, & Ирина Мамиконян
- Варда Склир († 991), византийски военачалник
- Мария Склирина, първата съпруга на император Йоан Цимисхий
- Константин Склир († 991), 970 патрикиос, ∞ София Фокина (* 945), дъщеря на Лъв Фока Млади
  - Теофано Склирина (960-991), германска кралица и императрица на Свещената Римска империя, съпруга на император Отон II.